# Maovi
Maovi (em cirílico: Маови) é uma vila da Sérvia localizada no município de Šabac, pertencente ao distrito de Mačva, na região de Mačva. A sua população era de 622 habitantes segundo o censo de 2011.

## Demografia
| 1948 | 1953  | 1961 | 1971 | 1981 | 1991 | 2002 | 2011 |
| ---- | ----- | ---- | ---- | ---- | ---- | ---- | ---- |
| 974  | 1 012 | 984  | 864  | 777  | 731  | 717  | 622  |